# Toestel van Hofmann

Toestel van Hofmann

Het toestel van Hofmann, ontworpen door August Wilhelm von Hofmann, is een toestel om de ontleding van water in waterstof en zuurstof door middel van elektrolyse te demonstreren.
Het oorspronkelijke toestel bestaat uit drie verticale buizen die onderaan met een dwarsbuis verbonden zijn. De twee buitenste buizen zijn bovenaan met een kraan afgesloten en hebben onderaan een elektrode die gewoonlijk gemaakt is van platina of grafiet. De middelste buis is van boven open. Het toestel wordt gevuld met gedestilleerd water, dat geleidend wordt gemaakt door toevoeging van een elektrolyt. Vervolgens wordt er tussen de elektroden een elektrische potentiaal aangebracht. Na verloop van tijd zal er zich in de buis boven de anode zuurstof en in de buis boven de kathode waterstof ophopen. Het is duidelijk te zien dat er twee keer zoveel waterstof als zuurstof geproduceerd wordt. De aanwezigheid van de waterstof is aan te tonen door de kraan boven de kathode te openen en er een vlam bij te houden. De waterstof zal verbranden. De aanwezigheid van de zuurstof is aan te tonen door het langs een gloeiende houtspaander te leiden. Er zal spontaan een vlam ontstaan. Omdat zuurstof beter oplost in water dan waterstof zal in de praktijk het ontstane volume zuurstof wat kleiner zijn dan het halve ontstane volume waterstof. Dit kan in de praktijk vermeden worden door het apparaat enige tijd tevoren met geopende kranen te laten werken.
In de afbeelding is de werking van het toestel van Hofmann uitgebeeld. De kleuring treedt op door toevoeging van een pH-indicator zoals methylrood. Methylrood wordt rood in zuur milieu en geel in een basisch milieu.
Door de toevoeging van een geringe hoeveelheid zuur ontstaan oxoniumionen {\displaystyle {\ce {H3O+}}} en kan er een elektrische stroom gaan lopen. De geleidbaarheid van alleen water is te gering voor een elektrische stroom.
{\displaystyle {\ce {HZ + H2O -> H3O+ + Z-}}}
Aan de kathode, waar elektronen worden aangevoerd, vindt de volgende reactie plaats:
{\displaystyle {\ce {4H3O+ + 4e- -> 4H2O + 2H2}}}
Door de onttrekking van {\displaystyle {\ce {H3O+}}} is het milieu aan de kathode basisch.
Aan de anode, waar elektronen worden onttrokken, vindt de volgende reactie plaats:
{\displaystyle {\ce {6H2O -> 4H3O+ + O2 + 4e-}}}
Door de oxoniumionen is het milieu aan de anode zuur.
Netto komen de reacties neer op:
{\displaystyle {\ce {2H2O -> 2H2 + O2}}}

Grotthuß-mechanisme

De stroomdoorgang in het toestel van anode naar kathode komt voor rekening van de positief geladen oxoniumionen. Zij bewegen zich niet zelf door de vloeistof, maar de waterstofionen springen volgens het Grotthuß-mechanisme van zuurstofatoom naar zuurstofatoom.

## Websites
- Elektrolyse van water, juli 2002. zelf een toestel van Hoffman bouwen